# Crack a Smile... and More!
Crack a Smile... and More! is het vijfde studioalbum van de Amerikaanse glam metalband Poison. Het album werd op 14 maart 2000 uitgebracht op het Enigmalabel van Capitol Records.

## Productie en marketing
De levenscyclus van Crack a Smile...and More!, die begon in 1994, werd in mei van dat jaar abrupt onderbroken toen zanger Bret Michaels de controle over het stuur van zijn Ferrari verloor. Hij had gebroken ribben, neus, kaak en vingers en verloor vier tanden.
Na zijn herstel in 1995 werden de opnames hervat. Tot ontsteltenis van de band had Capitol Records echter beslist om voorrang te geven aan een Greatest Hits-compilatie. Het zou uiteindelijk tot 14 maart 2000 duren vooraleer de opname eindelijk uitgegeven werd. De uitgave kwam er door duidelijke vraag van de fans, met promotionele kopieën en smokkelverkoop voor $50 en meer. Om te kunnen wedijveren met deze kopieën, nam Capitol Records de ongewone stap om bijkomende nummers op het album te zetten. De illegale versie van het album bevatte de originele 12 nummers, 6 songs van hun performance in MTV Unplugged en de cover van de klassieker "Rock-'n-Roll All Nite" van Kiss. De finale versie van het album, getiteld "Crack a Smile...and More!", bevatte ook de 12 originele nummers, twee studio outtakes, één onvoltooide (en niet getitelde) demo, "Face the Hangman" (van Open Up and Say...Ahh!) en daarenboven vier van de songs van MTV Unplugged.
Het album was de eerste en enige uitgave waarop Blues Saraceno de gitaar bemande. Saraceno werd aangetrokken na het ontslag van Richie Kotzen. Net zoals Kotzen kreeg Saraceno een aanzienlijke creatieve vrijheid. Hierdoor voerden zijn bijdragen aan het album de boventoon, wat leidde tot een verfijning (net zoals op het vierde album, toen door Kotzen), die op de eerste drie albums van de band ontbrak.
De studionummers van het album werden opgenomen in de Devonshire Studios in Hollywood. Bij deze eerste 15 nummers speelde Saraceno op de gitaar, voor de overige nummers, die vooraf opgenomen waren, werd beroep gedaan op C.C. DeVille.

## Nummers
1. "Best Thing You Ever Had" – 4:18
2. "Shut up, Make Love" – 3:52
3. "Baby Gets Around a Bit" – 3:37
4. "Cover of the Rolling Stone" (Dr. Hook & The Medicine Show cover) – 3:09
5. "Be the One" – 5:39
6. "Mr. Smiley" – 2:42
7. "Sexual Thing" – 3:37
8. "Lay Your Body Down" – 5:27
9. "No Ring, No Gets" – 3:26
10. "That's the Way (I Like It)" – 3:39
11. "Tragically Unhip" – 2:54
12. "Doin' as I Seen on My TV" – 2:52
13. "One More for the Bone" – 3:18
14. "Set You Free" – 3:56
15. "Crack a Smile" – 3:46
16. "Face the Hangman" (bonusnummer, uit Open Up and Say...Ahh!) - 3:20
17. "Your Mama Don't Dance" (bonusnummer, uit MTV Unplugged) – 3:13,
18. "Every Rose Has Its Thorn" (bonusnummer, uit MTV Unplugged) – 4:37,
19. "Unskinny Bop" (bonusnummer, uit MTV Unplugged) – 4:02,
20. "Talk Dirty to Me" (bonusnummer, uit MTV Unplugged) – 4:05

Leden: Bret Michaels · C.C. DeVille · Bobby Dall · Rikki Rockett

Ex-leden: Blues Saraceno · Richie Kotzen · Matt Smith

Studioalbums: Look What the Cat Dragged In · Open up and say... ahh! · Flesh & Blood · Native Tongue · Crack a Smile... and More! · Power to the People · Hollyweird · Poison'd!

Compilaties: Poison's Greatest Hits: 1986-1996 · Poison - Rock Champions · Best of Ballads & Blues · Rock Breakout Years: 1987 · The Best of Poison: 20 Years of Rock · Great Big Hits: Live Bootleg

Livealbums: Swallow This Live · Seven days live